# Dan Tichon
Dan Tichon (hebr.: דן תיכון, ur. 5 stycznia 1937 w Kirjat Chajjim, zm. 30 września 2024) – izraelski ekonomista i polityk, w latach 1981–1999 poseł do Knesetu, w latach 1996–1999 jego przewodniczący.

## Życiorys
Urodził się 5 stycznia 1937 w Kirjat Chajjim (obecnie w obszarze metropolitalnym Ha-Kerajot), w ówczesnym Brytyjskim Mandacie Palestyny.
Służbę wojskową odbywał w brygadzie Golani, zakończył w stopniu starszego sierżanta sztabowego. Ukończył studia z zakresu ekonomii i stosunków międzynarodowych na Uniwersytecie Hebrajskim.
Pracował jako ekonomista. W latach 1970–1974 był doradcą Ministra Handlu i Przemysłu. W latach 1971–1981 był prezesem zarządu, a od 1977 dyrektorem generalnym przedsiębiorstwa budowlanego Szikun Upitu’ach.
W polityce związał się z Likudem. W wyborach w 1981 po raz pierwszy został wybrany posłem. W dziesiątym Knesecie przewodniczył podkomisji ds. kontroli związków zawodowych i zasiadał w komisjach finansów; spraw wewnętrznych i środowiska oraz kontroli państwa. W 1984 uzyskał reelekcję, a w Knesecie XI kadencji został zastępcą przewodniczącego i zasiadał w komisjach finansów oraz kontroli państwa. Po raz trzeci uzyskał mandat poselski w wyborach w 1988, by w dwunastym Knesecie ponownie zostać zastępcą przewodniczącego, a także członkiem komisji finansów; spraw gospodarczych oraz kontroli państwa. W 1992 uzyskał reelekcję, a w trzynastym Knesecie przewodniczył komisji kontroli państwa oraz był członkiem komisji finansów. Po wyborach w 1996 został przewodniczącym Knesetu XIV kadencji. W wyborach w 1999 utracił miejsce w parlamencie.
Był autorem artykułów dotyczących spraw gospodarczych.
Zmarł 30 września 2024.